# چاینا داتانگ کورپوریشن
چاینا داتانگ کورپوریشن (انگلیسی: China Datang Corporation) شرکت دولتی برق چینی است، که در سال ۲۰۰۲ تأسیس شد.